# Alphonse de Neuville
Alphonse-Marie-Adolphe de Neuville (31. maj 1836 i Saint-Omer – 20. maj 1885 i Paris) var en fransk maler.
Neuville studerede en tid, efter nogen uddannelse på militærskolen, under François-Édouard Picot; Arbejdet i Eugène Delacroix’ atelier blev dog mere værdifuldt for hans maleriske udvikling. Allerede 1858 var han inde på krigsbilledet: Scene fra Krimkrigen med Gardejægere i løbegraven og især Gadekamp i Magenta samt Zuavskildvagten, San-Lorenzo-Slaget i Mexiko og Jægere vader over Tschernaja-Floden vandt han position. Han havde tidligt for udkommets skyld kastet sig over illustrationsfaget med bl.a. tegninger til tidsskriftet Tour du Monde og viste her fremragende evner; også i børnebøger, romaner bl.a. Victor Hugos Les Misérables, senere i Frankrigs historie fortalt for børn i fem bind, 1872—76 og så fremdeles, og fandt ofte et ypperligt udtryksmiddel i akvarel- og gouacheteknikken. Den fransk-preussiske krig blev kilden til hans berømmelse. Som officer aktivt med i krigens gang blev han dens måske mest talentfulde skildrer. Hans malerisk dygtige krigsbilleder rummer vågen virkelighedssans, mesterskab i udformningen, en skarp karaktertegning, der søger at dele sol og vind lige mellem ven og fjende, om end hin er vel aristokratisk, denne vel plebejisk opfattet, og en tiilbagetrængt, men stærkt virkende sjælelig grebethed af selve emnerne, der ofte stilles op i kraftig dramatisk spænding: Bivuak foran le Bourget, De sidste Patroner, Angreb på et barrikaderet hus i Villersexel, (1875), Preussiske fanger i samme bys kirke, det berømte Le Bourget, Kirkegaarden i Saint-Privat, Parlamentæren; i panoramaer har Neuville sammen med Édouard Detaille ligeledes skildret krigen. Neuvilles patriotiske krigsscener i maleri, akvarel og tegning er i grove og fine gengivelser i f.eks. Les jeunes peintres militaires fra 1878 spredt vidt omkring som få andre. Hans statue af Francis de Saint-Vidal rejstes 1889 på Place de Wagram i Paris.

## Galleri
- Alphonse de Neuville, Bivuak foran le Bourget, 1873, Musée d'Orsay
- Alphonse de Neuville, 1873, De sidste patroner, Bazeilles Museum udlån til Musée d'Orsay[1] (i 2005)

## Note
1. ↑  "Musée d'Orsay: Alphonse de Neuville: The Last Ammunition". Arkiveret fra originalen 5. marts 2016. Hentet 5. januar 2013.